# インターコミュニケーションズ
株式会社インターコミュニケーションズ（Inter Communications Inc.）は、かつて存在した日本のレコード会社。本社は東京都中野区に所在、代表者は是安浩二であった。

## 概要
1993年11月24日、ジャランインターナショナル設立、ボーイズラブを中心としたCDの企画・制作・出版・販売を始める、ボーイズラブ作品の小説・漫画をドラマCD化した先駆けの会社だった。
1997年4月1日、社名を現在のインターコミュニケーションズに変更、引き続きCDの企画・制作・出版・販売を中心に、洋画の吹替やイベントの開催と幅を広げている。
ボーイズラブ以外の作品もドラマCD化していて、代表的な作品に「羊のうた」（原作：冬目景）がある。
2010年11月末に倒産。

## 発売タイトル

### ボーイズラブ
Misty Label
- 言葉なんていらない／息もできないくらい
- 透過性恋愛装置
- 神官は王を狂わせる／神官は王を恋い慕う
- DEADHEAT／DEADSHOT／SIMPLEX（外伝）
- 牛泥棒
- すべてはこの夜に
- 全寮制櫻林館学院〜ルネサンス〜／全寮制櫻林館学院〜ロマネスク〜
- くちびるの行方
- 追われる夜の獣
- スウィートルームに愛の蜜
- 秘密のゴミ箱で恋をして／秘密のゴミ箱でキスをして
- セラピストは眠れない
- 白雨／慈雨
- 淡雪／夏雪
- 花嫁は夜に散る
- 愛の深さは膝くらい／愛くらいちゃんと
- 恋の心に黒い羽
- 仮面の花嫁〜弄花伝〜
- 黒い竜は二度誓う
- 個人教授
- 傷だらけの愛羅武勇
- その声が僕を動かす／その声が僕を焦がす
- 美しいこと／愛しいこと
- 新宿退屈男〜欲望の法則〜
- 小夜時雨の宿
- 夢を見るヒマもない
- 鏡花あやかし秘帖 夜叉の恋路
- 英国紳士
- 別れる2人の愛の劇場。
- NOW HERE
- 啼けない鳥
- お仕事ください！
- ねがったりかなったり
- イロメ
- 不浄の回廊
- 朝から朝まで
- さあ 恋におちたまえ 5
- 嘘と誤解は恋のせい／嘘と誤解は恋のせい ラヴァーズ・ブートキャンプ
- 捨て猫のカルテ
- あばずれ
- ロマンスの黙秘権
- 恋ひめやも
- この世異聞 其ノ弐

Pastel Label
- ラ・ヴィアン・ローズ
- 帝都紳士倶楽部
- 寵愛〜お坊ちゃまのお気に入り〜
- LOVE SONG〜半分天使〜
- THE DARK BLUE
- 幸せになろうね／幸せにしてあげます〜みどりさんを探せ！〜
- 私立滝沢高校生徒会
- 危ない修学旅行／危ないサマーバケイション／危ない薔薇と百合の園
- 恋しくて
- 最後の夏休み
- 妖魔の封印 1 - 3
- Last Order
- こいきな男ら 1 - 3、SIDE STORY
- Every Day Every Night
- そりゃもう、愛でしょう 1、2
- いけない生徒会室／愛の才能
- ごはんを食べよう 1 - 6
- 優しい関係
- せつない恋だぜ
- 大人の問題
- あふれそうなプール 1、2
- 3時から恋をする 1 - 3
- DOUBLE CALL 1 - 7
- EGOISM
- 110番は恋のはじまり
- 夢見る眠り男
- 王様な奴隷
- 職員室で内緒のロマンス
- オープン・セサミ
- TOMOI 1、2
- ストロベリー・デカダン 1、2
- 青の軌跡
  - カタルシス・スペル-解放の呪文-
  - クリスタル・クラウン
  - バロック・パール
  - ペルソナ ノングラータ
  - ファントム ペイン

- ベンチマークに恋をして
- ブラザーコンプレックス
- 僕のものになりなさい
  - きみのとなりで眠らせて〜僕のものになりなさい2〜
  - イケるとこまでイこうよ〜僕のものになりなさい3〜
  - きっと純愛というのは…〜僕のものになりなさい4〜

- WORKDAY WARRIORS〜恋におちて〜
- バイトは家政夫!?／バイトは家政夫!?2〜醜聞!? 宣伝!?〜
- 俺は悪くない
- 熱量〜カロリー〜
- 甘い罪のカケラ
- 同細胞生物。
- 真綿の王国
- 天使か悪魔か〜ANGEL or DEVIL〜
- 異国色恋浪漫譚／異国色恋浪漫譚 第二幕
- FAN
- BOYS LIFE 完全版
- 幸せのLEVEL Part. 1 - 3
- ヤバイ気持ち
- さあ 恋におちたまえ 1 - 4
- しあわせにできる 1 - 5
- 薔薇の砂漠
- キレパパ。 1 - 3
- 王朝春宵ロマンセ／王朝夏曙ロマンセ
- 貴族と熱砂の皇子（貴族シリーズ1）
  - 愛される貴族の花嫁（貴族シリーズ2）
  - 華は貴族に手折られる（貴族シリーズ3）
  - 桔梗庵の花盗人と貴族（貴族シリーズ4）
  - 香港貴族に愛されて（貴族シリーズ5）

- いつかじゃない明日のために/side基継、/side直哉
- たとえこの恋が罪であっても
- 許可証をください!
- どうして涙が出るのかな
- 恋する暴君 1、2
- G線上の猫 1、2
- 梨園の貴公子
- 月と茉莉花〜月と茉莉花の章〜、〜五絃の琵琶の章〜
- 愛できつく縛りたい〜恋より激しく〜
- あなたと恋におちたい
- 恋情のキズあと
- 神官は王に愛される
- 駆け引きのレシピ
- ドロシーの指輪
- Don't Worry Mama
- 傾城秘話 籠の中で〜籠の華〜
- 水に眠る恋
- 守護霊様に憑いてコイ
- 全寮制櫻林館学院〜ゴシック〜
- 嫁に来ないか
- ドアをノックするのは誰?
- ラ・サタニカ
- 肉食獣のテーブルマナー
- 小悪魔のサンクチュアリ

Vivid Label
- ケ・セラ・セラ
- XY
- 渇愛／縛恋
- お金がないっ
  - お金しかないっ
  - 可愛気ないっ
  - お金じゃ買えないっ

- 無敵なぼくら
  - 狼だって怖くない〜無敵なぼくら2〜
  - 勝負はこれから！〜無敵なぼくら3〜
  - 最強な奴ら〜無敵なぼくら4〜
  - あいつに夢中〜無敵なぼくら番外編〜
  - 無敵な夏休み〜無敵なぼくらオリジナル番外編2〜

- 君が好きなのさ
- ライバルも犬を抱くDOCTOR×BOXER
- 真夏の被害者 1、2
- 嫌いにならないでね
  - 悪魔の論理学 1、2

- 殴る白衣の天使
- はめてやるっ!
- スレイヴァーズ・キス
  - スレイヴァーズ ラヴァ（前編・後編）
  - スレイヴァーズ ヌード

- グレイ・ゾーン
- 恋のためらい愛の罪
- 極妻のススメ
- スリルがいっぱい-ファントム・アイ編-
  - スリルがいっぱい-ローズ・ガーデン編-

- 月と砂漠の眠る夜
- ボーダー・ライン 1 - 3
- 凍る灼熱 1、2
- じれったい口唇／まなざしの誘惑
- 熱砂の王
- フリージング アイ
- 高潔な貴族は愛を得る（貴族シリーズ6）
- サウダージ（前編・後編）
- DEADLOCK
- ここでは密やかに
- この世異聞

Lapis Label
- 小児科病棟へいらっしゃい／小児科病棟のキケンな夜
- いじわるなパール
  - よくばりなパール
  - わがままなパール
  - きまぐれなパール

- 過激に愛して
  - 過激に独占欲
  - 過激にI LOVE YOU
  - 過激に天国

- スキャンダルシリーズ
  - あいつとスキャンダル
  - 放課後はスキャンダル
  - 学園祭はスキャンダル
  - 聖なる夜のスキャンダル
  - 恋する瞳はスキャンダル
  - 修学旅行もスキャンダル

- いとしのテディ・ボーイ／いとしのテディ・ボーイ2〜ハッピーエンドな恋をしよう〜
- キミに飼われたい!／キミに可愛がられたい!
- 学園懲罰委員会／束縛懲罰委員会
- イヤもキライも恋のうち
- 極愛／極艶
- 合鍵
- ロマンスは白衣のままで
- 蛇淫の血
- 欲望の犬

etc
- 鬼絆-彼方なる陽を求めて-
- Simple Tone シンプルトーン

### ボーイズラブ以外
Dolce Label
- キスとDO-JIN!〜王子様はカリスマ大手!?〜
- JADE
- 東海道HISAME-陽炎-
  - 東海道HISAME-陽炎-千子村正編
  - 東海道HISAME-陽炎-高野山激闘編

- JIHAI〜磁海〜
  - JIHAI〜磁海〜Second Code
  - JIHAI〜磁海〜Third World
  - JIHAI〜磁海〜Another Pain

- リバース/エンド 1 - 3
- 獏-BAKU-／獏-BAKU-第二幕／獏-BAKU-第三幕
- 帽子屋エリプシス
- 戦国武友伝〜久遠の交はり〜
  - 戦国武友伝 弐の巻〜光芒の絆〜
  - 戦国武友伝 参の巻〜魚水の契り〜
  - 戦国武友伝 肆の巻〜信長秘帖〜
  - 戦国武友伝 伍の巻〜龍虎の邂逅〜

- #000000ウルトラブラック
  - #000000ウルトラブラック Missing Link

それ以外
- 羊のうた
- KIRAI

## ラジオ
- Radio Pastel Collection
- HOTELエンタテインメント
- 下野紘&梶裕貴のRadio Misty
- Dolce compagni